# SYN 쿠키
SYN 쿠키(SYN cookie)는 SYN 플러드 공격에 대응하는 데 사용되는 기술이다. 이 기술의 주요 발명자인 대니얼 J. 번스타인은 SYN 쿠키를 "TCP 서버가 특정 초기 TCP 시퀀스 번호를 선택하는 것"으로 정의한다. 특히, SYN 쿠키를 사용하면 서버는 SYN 큐가 가득 찰 때 연결이 끊어지는 것을 방지할 수 있다. 추가 연결을 저장하는 대신, SYN 큐 항목이 SYN+ACK 응답으로 전송된 시퀀스 번호에 인코딩된다. 이후 서버가 클라이언트로부터 증가된 시퀀스 번호를 가진 후속 ACK 응답을 수신하면, 서버는 TCP 시퀀스 번호에 인코딩된 정보를 사용하여 SYN 큐 항목을 재구성하고 평소처럼 연결을 진행할 수 있다.

## 역사
이 기술은 1996년 9월 대니얼 J. 번스타인과 에릭 쉔크에 의해 개발되었다. 첫 번째 구현(썬OS용)은 한 달 후 제프 와이스버그에 의해 출시되었고, 에릭 쉔크는 1997년 2월에 리눅스용 구현체를 출시했다. FreeBSD는 FreeBSD 4.5(2002년 1월)부터 synookies를 구현하고 있다.

## 같이 보기
- SYN 플러드
- IP 주소 스푸핑